# Kotělniki
Kotělniki (rusky Котельники) je město v Rusku, v Moskevské oblasti. Podle sčítání lidu z roku 2010 zde žilo 32 347 obyvatel; jejich počet mírně stoupá, neboť životní úroveň ve městě se trvale zvyšuje.

## Geografická poloha
Město má celkovou rozlohu 1 430 ha a skládá se z několika čtvrtí. Kotělniki sousedí na severu a západě s Moskvou, na jihu s městem Dzeržinskij, na severovýchodě a východě s městem Ljubercy. Kotělniki a Ljubercy jsou odděleny estakádou, kterou prochází silnice Ural.

## Dějiny
První zmínka se o něm objevuje v 17. století. Roku 1938 se vesnice stala obcí městského typu. Podle usnesení gubernátora Moskevské oblasti tato obec obdržela v roce 2004 status města. O tři roky později byly Kotělniki vyčleněny z Ljuberckého rajónu Moskevské oblasti.

## Současnost
Na území města sídlí kolem 670 podniků a úřadů. Největšími firmami jsou IKEA, hypermarkety Real, Auchan (Groupe Auchan SA), Castorama, obchodní centrum “Belaja Dača” (Bílá Chata).

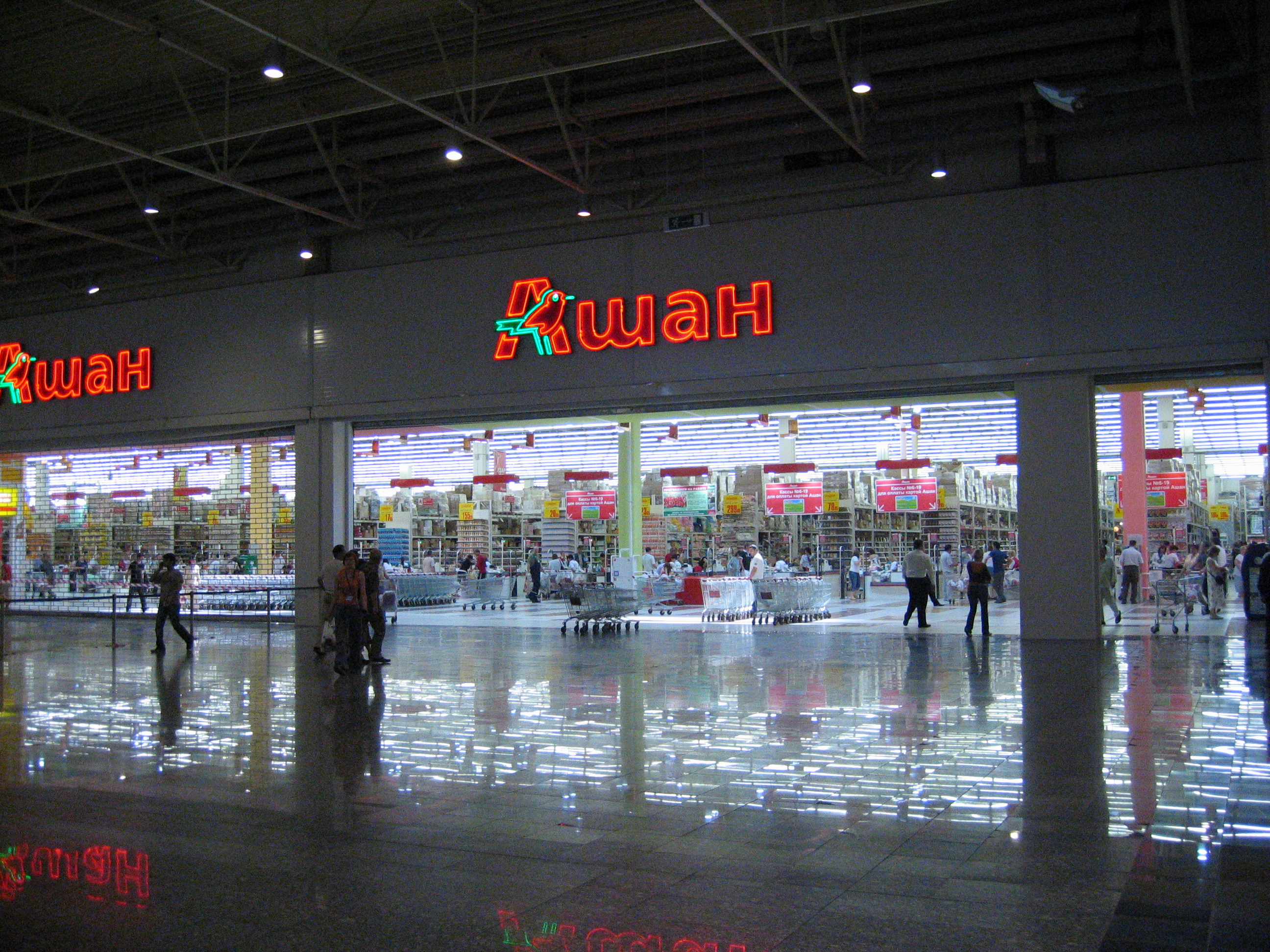
Hypermarket Auchan
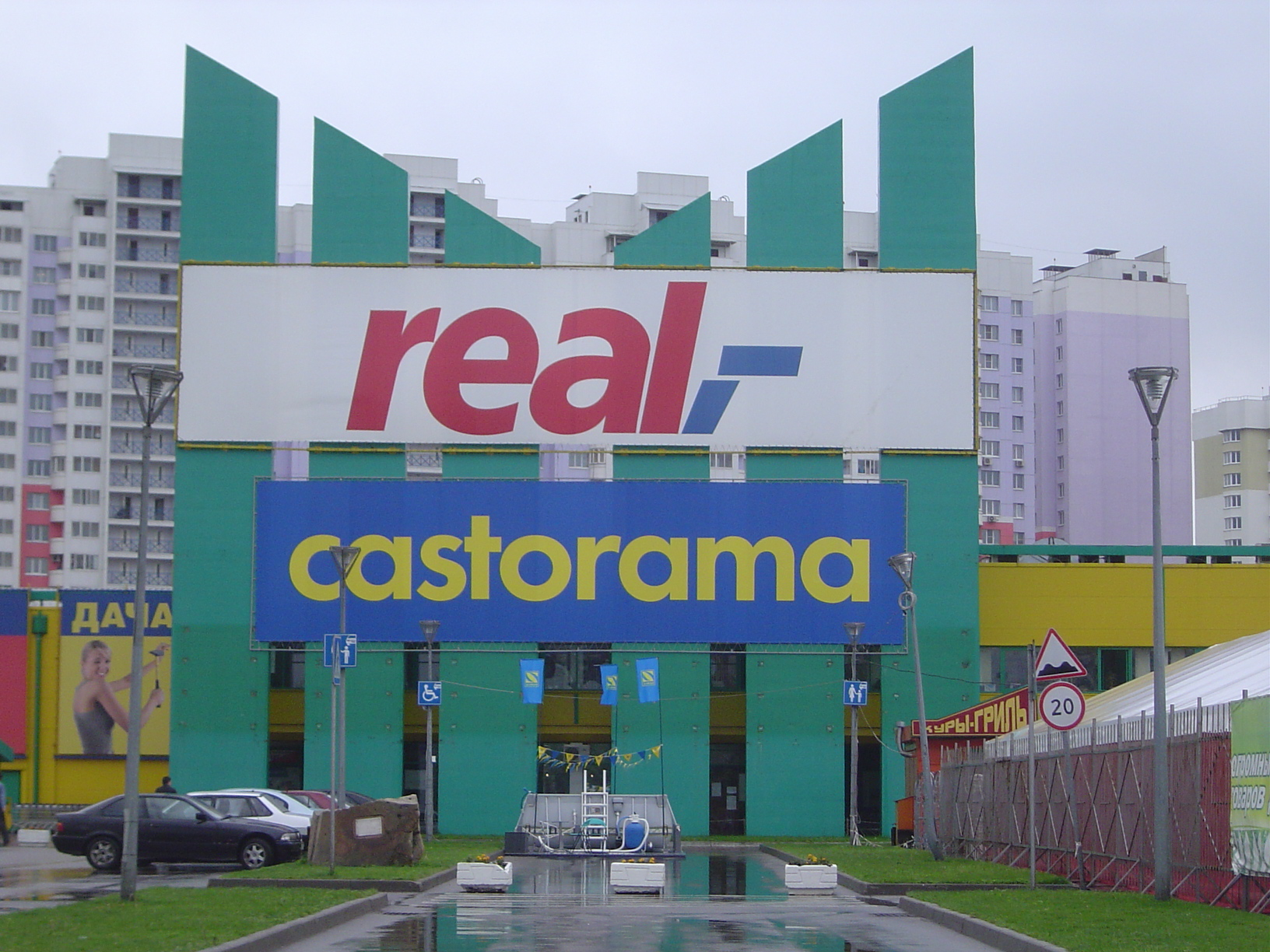
Hypermarkety Real a Castorama